# Małogoszcz
Małogoszcz là một thị trấn thuộc huyện Jędrzejowski, tỉnh Świętokrzyskie ở trung tâm Ba Lan. Thị trấn có diện tích 10 km². Đến ngày 1 tháng 1 năm 2011, dân số của thị trấn là 3849 người và mật độ 398 người/km².